# Looking 4 Myself
Looking 4 Myself (en español: En busca de mí mismo) el séptimo álbum de estudio de Usher, lanzado el 8 de junio de 2012. El álbum fue lanzado en los expedientes de RCA, a raíz de la disolución de Jive Records en octubre de 2011 y LaFace Records meses después. 
El álbum debutó en la cima de la lista Billboard 200 de Estados Unidos, Vendiendo 128,000 copias en su primera semana, convirtiéndose en el cuarto álbum número uno de Usher en el país. A partir de octubre de 2014, Looking 4 Myself ha vendido 504,000 copias en los Estados Unidos, según Nielsen SoundScan. A nivel mundial, alcanzó los diez primeros puestos en más de otros ocho países, incluidos Australia, Canadá, Alemania y el Reino Unido.
Usher publicó cinco sencillos: "Climax", "Scream", "Lemme See" con Rick Ross, "Numb" y "Dive". "Climax" alcanzó su punto máximo en el top 20 en la lista Billboard Hot 100, y encabezó la lista R&B/Hip-Hop Songs durante once semanas. "Scream" alcanzó su punto máximo entre los diez primeros en el Hot 100 y en varios otros países. "Numb" obtuvo un éxito moderado en las listas internacionales y alcanzó el número 69 en la lista Billboard Hot 100. 

## Antecedentes
En 2010, Usher lanzó su sexto álbum de estudio Raymond v. Raymond, con una respuesta crítica mixta y éxito comercial; el proyecto ganó dos premios Grammy en la ceremonia de 2011.
Mientras estaba en descanso entre el lanzamiento de su primer EP Versus y Looking 4 Myself, Usher le dijo a AOL Music que viajaba principalmente a varios lugares para escuchar música que "sentía realmente importante en términos de energía". Algunos de estos lugares incluyeron el Festival de Música de Coachella, Ibiza, Alemania, Las Vegas, Miami y el sur de Francia. Describió parte de la música como "un poco más electrónica, un poco más bailable". Fue el dúo australiano de música electrónica Empire of the Sun el que inspiró a Usher a produjo la canción principal del álbum, con el productor Rico Love, lo que llevó al cantante a colaborar con productores con los que normalmente no trabajaría ni admiraría, como Diplo. La intención de Usher para el álbum era "que no fuera específica de género sino solo experimental". Durante un episodio de The Voice transmitido por NBC, Usher llamó al álbum "como uno de mis discos más arriesgados ... quería desafiarme a mí mismo". Looking 4 Myself fue elegido como el título del álbum, ya que describía el "viaje musical" de Usher.
El CEO de RCA Records, Peter Edge, habló con Billboard en qué dos grupos específicos quieren que el álbum atraiga, "Para cuando el álbum esté disponible, la audiencia de Usher habrá tenido la oportunidad de probar realmente una serie de canciones del álbum [. ..] el resultado final será un álbum de Usher que atraiga a sus primeros fanáticos, y a personas que tal vez nunca hayan escuchado un álbum de Usher antes". Antes del lanzamiento del álbum, Usher fue puesto bajo la administración de Grace Miguel, con quien está en una relación, reemplaza a Randy Phillips, quien dirigió a Usher por un corto período después de separarse de su madre, Jonnetta Patton, por segunda vez, en 2008. La portada y la lista de canciones para la edición estándar y de lujo del álbum se revelaron el 3 de mayo de 2012. El 4 de junio de 2012, se filtraron fragmentos de 30 segundos de cada pista en Internet.

## Producción
Diplo, Rico Love, Jim Jonsin, Salaam Remi y Max Martin fueron los primeros productores confirmados para Looking 4 Myself en marzo de 2012. Después de que Usher asistió al Festival de Música de Coachella, trabajó con el dúo de música electrónica Empire of the Sun para producir la canción principal del álbum; él describió la música de la banda como un "sonido increíble". La colaboración y la música de la banda inspiraron a Usher a producir música más experimental, y a producir discos con productores con los que normalmente no trabajaría ni admiraría. El DJ y productor Diplo fue uno de ellos, y ambos colaboraron en el sencillo principal del álbum, "Climax". Discutieron el concepto a lo largo del desarrollo de la canción y cómo se relaciona con la vida de Usher, ya que Diplo "trató de ayudar a comprender estas letras y sentimientos". Después de concebir algunas líneas de melodía, escribieron la canción en aproximadamente una hora. Usher y Diplo trabajaron en la producción de la canción durante dos meses, grabando en estudios en Los Ángeles, Nueva York y Atlanta.
Quería trabajar con el trío sueco de música electrónica Swedish House Mafia desde su actuación conjunta en los American Music Awards en 2011. El grupo luego acordó trabajar con el cantante, donde tenían la intención de viajar a Atlanta para trabajar en la producción de la pista, escribir y "mover la pelota hacia adelante". Steve Angello, miembro de Swedish House Mafia, dijo a MTV News que el grupo salió con Usher en Ibiza después de la ceremonia de premiación; trabajaron con él en Atlanta durante cinco días. Produjeron los temas finales "Numb", "Euphoria" y "Way to Count", y este último no hizo el corte final.
Usher contactó a varios productores y músicos con los que se esforzó, pero terminó sin colaborar, incluidos Skrillex, Calvin Harris, Afrojack, Kaskade, Little Dragon y David Guetta. Este último había revelado a The Hollywood Reporter en mayo de 2012 que él y Usher habían trabajado en un disco "loco", aunque no apareció en el álbum debido a un conflicto de programación; el rapero Ludacris estuvo involucrado en la producción de la canción. El cantante y compositor inglés Labrinth pasó dos sesiones de estudio con Usher en abril de 2012 trabajando en Looking 4 Myself.

## Promoción
Usher realizó múltiples sesiones de escucha privadas para Looking 4 Myself. El 27 de abril de 2012 debutó el álbum en el espectáculo de Broadway Fuerza Bruta: Look Up, en el Teatro Daryl Roth en la ciudad de Nueva York. Cuando habló con MTV, explicó su razonamiento para presentarse en el programa "No es frecuente que puedas dar una base visual o emocional de lo que significan tus canciones. Sentí, sí , sería un desafío físico, sí, sería mucho para mí, pero [quiero] al menos intentarlo, hay muchas veces que he visto el programa y solo esperaba que lo hiciera realidad ". Steven Horowitz de Rolling Stone comentó que Usher "secuenciaba teatralmente la totalidad del proyecto a luces estroboscópicas y movimientos coreografiados". Horowitz también elogió la actuación del cantante, y concluyó que "el veterano artista se reafirma como un maestro de la danza de la danza, capaz de convertir una habitación en un alboroto con facilidad".  Usher apareció en Saturday Night Live, presentado por Will Ferrell, donde interpretó los sencillos "Scream" y "Climax". Realizó ambos sencillos nuevamente, en el concierto de verano Today 2012, siendo el acto de apertura de la serie. Usher realizó "Scream" en los Billboard Music Awards 2012. Durante la presentación, usó un traje negro, un bombín y una corbata de moño mientras bailaba con una mujer enmascarada, que luego desapareció detrás de una capa y fue reemplazado por un bailarín que reflejó las rutinas de baile de Usher.

## Recepción
En Metacritic, le asignó una calificación recibió un puntaje promedio de 75%, basado en 19 revisiones, lo que indica "revisiones generalmente favorables". Alex Macpherson de The Guardian felicitó la voz de Usher, diciendo que "están muy bien", y encontró el álbum "más interesante" cuando "va en direcciones que no se adhieren a la estética obvia". Andy Kellman de AllMusic sintió que, a pesar del cambio de Usher a la música de baile, "es más una fuerza creativa cuando trabaja con material más lento y arraigado en el alma". Randall Roberts, de Los Angeles Times, describió el álbum como un género no desafiante, sino que utiliza los estilos musicales de la era [actual]: es "más pop de lo que es revolucionario". Evan Rytlewski de The A.V. Club dijo que "no todo funciona, pero tampoco es desagradable", y elogió a Usher por la dirección que tomo en este álbum. Carrie Battan de Pitchfork Media sintió que su fuerza "reside en el R&B, y se ha adaptado bien al terreno cambiante", aunque "no todo en Looking 4 Myself da en el blanco".  En USA Today, Steve Jones declaró que en el lanzamiento, Usher ha "optado por seguir creciendo y avanzando" en el que "sale con confianza de su zona de confort sonoro.

## Ventas
Durante 2012, Looking 4 Myself vendió 450 000 copias en los Estados Unidos, donde fue el álbum de rhythm and blues más vendido del año, según Nielsen SoundScan.
En el Reino Unido, Looking 4 Myself debutó en el número tres vendiendo 27 000 unidades, dando a Usher su quinto álbum consecutivo entre los tres primeros en el país. Se vendieron dieciséis unidades menos que el tercer álbum de estudio de Amy MacDonald, Life in a Beautiful Light, que debutó un lugar adelante en el número 2. El álbum recibió la certificación de oro de la British Phonographic Industry (BPI), con ventas de 100,000 copias el 21 de agosto de 2015. Looking 4 Myself debutó en el número tres en la lista de álbumes de ARIA, dando a Usher su quinto álbum consecutivo entre los cinco primeros en el país. El álbum debutó en el número quince en la lista de álbumes japoneses, vendiendo 6.727 copias, en la semana que terminó el 17 de junio de 2012. Debutó en el número cuatro en la lista de álbumes holandeses, y en el número cinco en la lista de álbumes suizos. En Nueva Zelanda, junto con My Way (1997), el álbum se ubicó fuera de la lista de los diez más populares en el número once, mientras solo permaneció en la lista durante cinco semanas. Looking 4 Myself también debutó y alcanzó su punto máximo entre los diez primeros en Canadá y Taiwán en el número siete, en Alemania en el número ocho y Sudáfrica en el número diez.

## Lista de canciones
El álbum cuenta con una versión estándar y una de lujo que incluye pistas adicionales,
| Looking 4 Myself |                                      | |                                  |          |  |
| N.º              | Título                               | Escritor(es) | Productor(es)                    | Duración |  |
| 1.               | «Can't Stop Won't Stop»              | Will Adams, Keith Harris, William M. Joel                                                                                       | will.i.am, Harris                | 3:51     |  |
| 2.               | «Scream»                             | Max Martin, Shellback, Savan Kotecha, Usher Raymond IV                                                                          | Martin, Shellback                | 3:55     |  |
| 3.               | «Climax»                             | Raymond IV, Thomas Pentz, Ariel Rechtshaid, Sean "Redd Stylez" Fenton                                                           | Diplo                            | 3:53     |  |
| 4.               | «I Care for U»                       | Nathaniel Hills, Raymond IV, Eric Bellinger, Juan Najera, Kevin Cossom, Marcella Araica                                         | Danja                            | 4:08     |  |
| 5.               | «Show Me»                            | Hills, Cossom, Raymond IV, Araica                                                                                               | Danja                            | 3:43     |  |
| 6.               | «Lemme See» (con Rick Ross)          | James Scheffer, Daniel Morris, Nickolas Marzouca, Raymond IV, Bellinger, Lundon "Da Bridge" Knighten, William Roberts           | Jim Jonsin, Mr. Morris           | 4:13     |  |
| 7.               | «Twisted» (con Pharrell)             | Raymond IV, Pharrell Williams                                                                                                   | Pharrell                         | 3:43     |  |
| 8.               | «Dive»                               | Rico Love, James Scheffer, Morris, Frank Romano                                                                                 | Jonsin, Love, Romano, Mr. Morris | 3:47     |  |
| 9.               | «What Happened to U»                 | Raymond IV, Bellinger, Noah Shebib, Sidney Brown, Sean Combs, Reginald Ellis, Norman Glover, Carl Thompson, Christopher Wallace | Shebib, Omen*                    | 4:22     |  |
| 10.              | «Looking 4 Myself» (con Luke Steele) | Love, Pierre Medor, Earl Hood, Eric Goudy II                                                                                    | Love, Medor, Earl & E            | 4:12     |  |
| 11.              | «Numb»                               | Raymond IV, Klas Åhlund, Steve Angello, Sebastian Ingrosso, Axel Hedfors, Alessandro Lindblad, Ryon Lovett, Terry Lewis         | Swedish House Mafia & Alesso     | 3:46     |  |
| 12.              | «Lessons for the Lover»              | Love, Medor, Hood, Goudy II | Love, Medor, Earl & E            | 5:07     |  |
| 13.              | «Sins of My Father»                  | Salaam Remi, Love, Raymond IV, Lewis                                                                                            | Remi, Love*                      | 3:56     |  |
| 14.              | «Euphoria»                           | Raymond IV, Åhlund, Angello, Ingrosso, Hedfors, Lovett, Lewis, Najera                                                           | Swedish House Mafia              | 4:20     |  |
| 56:48            |                                      | |                                  |          |  |

| Looking 4 Myself - Deluxe Edition Bonus Tracks |                              |                                                                            |                             |          |  |
| N.º                                            | Título                       | Escritor(es)                                                               | Productor(es)               | Duración |  |
| 15.                                            | «I.F.U.»                     | Love, Andrew "Pop" Wansel, Autoro "Toro" Whitfield, Ronald "Flippa" Colson | Wansel, Whitfield*, Flippa* | 4:02     |  |
| 16.                                            | «Say the Words»              | Raymond IV, Steele, Surahn Sidhu                                           | Steele, Surahn              | 4:01     |  |
| 17.                                            | «2nd Round»                  | Raymond IV, Pentz, Rechtshaid, Najera                                      | Diplo, Rechtshaid           | 3:22     |  |
| 18.                                            | «Hot Thing» (con A$AP Rocky) | Raymond IV, Williams, Rakim Myers                                          | Pharrell                    | 3:27     |  |
| 71:38                                          |                              |                                                                            |                             |          |  |

## Posicionamiento en listas

### Semanal
| Gráfico (2012)                                | Pico de posición |
| --------------------------------------------- | ---------------- |
| Australia (ARIA)                              | 3                |
| Australia (ARIA)                              | 1                |
| Austria (Ö3 Austria)                          | 29               |
| Bélgica (Ultratop flamenca)                   | 15               |
| Bélgica (Ultratop valona)                     | 24               |
| Canadá (Billboard Canadian Albums)            | 7                |
| Dinamarca (Hitlisten)                         | 12               |
| Francia (SNEP)                                | 20               |
| Alemania (Media Control Charts)               | 8                |
| Irlanda (IRMA)                                | 11               |
| Italia (FIMI)                                 | 35               |
| Japón (Oricon)                                | 15               |
| Países Bajos (Album Top 100)                  | 4                |
| Nueva Zelanda (Recorded Music NZ)             | 11               |
| Noruega (VG-lista)                            | 28               |
| Polonia (OLiS)                                | 64               |
| Escocia (OCC)                                 | 11               |
| South African Albums (RiSA)                   | 10               |
| Corea del Sur (Gaon Chart)                    | 13               |
| España (PROMUSICAE)                           | 42               |
| Suiza (Schweizer Hitparade)                   | 5                |
| Taiwan (G-Music)                              | 2                |
| Reino Unido (UK Albums Chart)                 | 3                |
| Reino Unido R&B Albums (OCC)                  | 1                |
| Estados Unidos (Billboard 200)                | 1                |
| Estados Unidos R&B/Hip Hop Albums (Billboard) | 1                |